# Буттий
Буттий (чечен. Буттий) — один из чеченских тайпов, входящий в тукхум шарой.

## Расселение
Был расселён в основном в юго-восточной части Чеченской Республики. Земли тайпа располагались на ручье, впадающем в речку Кенхи (правый приток реки Шаро-Аргун).
Территория тайпа граничила на западе с территорией тайпа кирий, на востоке — с вершиной Снежного хребта (и Дагестаном), на севере — хребтом Хиндой-лам (территорией тайпа буний), на юге — с тайпом кенхой.

## Общие сведения
По полевым данным, представители тайпа занимались овцеводством и политически тяготели к группе селений тайпа кенхой.